# Stay (canção de Blackpink)
"Stay" é uma canção gravada pelo grupo feminino sul-coreano Blackpink, lançada pela YG Entertainment em 1 de novembro de 2016, junto com "Playing with Fire", como um single álbum digital intitulado Square Two. A canção alcançou a posição 10 na Gaon Digital Chart.

## Antecedentes e lançamento
Em 27 de outubro de 2016, foram divulgadas imagens teasers das quatro integrantes de Blackpink pela segunda faixa-título "Stay" do single álbum Square Two. Em 30 de outubro, o vídeo dos bastidores de "Stay" foi lançado.

## Promoção
Elas apresentaram "Stay" e "Playing with Fire" em 6 de novembro no Inkigayo da SBS, e no M Countdown da Mnet, em 10 de novembro de 2016.

## Videoclipe
O videoclipe de "Stay" foi dirigido por Han Sa-min, que anteriormente dirigiu "Gotta Be You" de 2NE1 e "Sober" de Big Bang. O videoclipe foi lançado no canal oficial do Blackpink à meia-noite de 1 de novembro de 2016 (KST). Em julho de 2020, o vídeo ultrapassou mais de 200 milhões de visualizações.

## Desempenho nas tabelas musicais

### Tabelas semanais
| Tabela musical (2016)                          | Melhor posição |
| ---------------------------------------------- | -------------- |
| Coreia do Sul (Gaon Digital Chart)             | 10             |
| Estados Unidos (Billboard World Digital Songs) | 4              |

### Tabelas mensais
| Tabela musical (2016)              | Melhor posição |
| ---------------------------------- | -------------- |
| Coreia do Sul (Gaon Digital Chart) | 27             |

## Histórico de lançamento
| Região | Data                  | Formatos                   | Gravadora        | Ref.  |
| ------ | --------------------- | -------------------------- | ---------------- | ----- |
| Várias | 1 de novembro de 2016 | Download digital streaming | YG Entertainment | [ 8 ] |